# プレインイングリッシュ
プレインイングリッシュ（英語: plain English）は、明確さと簡潔さを強調し、専門用語を回避するコミュニケーション様式の総称であり、とくに法律を含む政府の公式発表等と関係したものである。
目的は、対象とする読者に容易に理解できる方法で記述することである。その読解力と知識に適しており、クリアでダイレクトであり、陳腐な表現（クリシェ）や不必要な隠語（ジャーゴン）のないものである。
日本には、1994年にケリー伊藤が紹介した。

## イギリス
1946年、作家のジョージ・オーウェルが執筆した熱烈なエッセイ『政治と英語』において、「醜悪で不正確」な現行の標準書面英語の危険性として、とくに、pacification（「平穏」「鎮圧」「和平工作」の意）という単語が「（前略）無防備な村落を空爆し、住人を田舎に追いやり、家畜を機銃掃射し、小屋を焼夷弾で放火する（後略）」という意味で使用されるような政治の世界における英語のありかたを批判した。
その2年後、著名な公務員であったアーネスト・ガワーズ卿は、大仰で精緻に過ぎる記述を避けるための職員向けの手引書を提供するようイギリス大蔵省に依頼された。ガワーズはこのように記している。
記述とは、ひとつの頭脳からほかの頭脳へとアイデアを伝えるための道具であります。記述する者の職務とは、容易にかつ正確に、言いたいことを読み手に把握させることなのです。
このガワーズの手引書は、1948年に薄手のペーパバック  Plain Words, a guide to the use of English  として出版され、つづいて続篇  The ABC of Plain Words が1951年に、また1954年には、同2冊をより抜きあわせたハードカバー書籍 The Complete Plain Words として刊行され、この書籍は、以来、現在に至るまで版が途絶えたことがない。
ガワーズ自身、法律英語は特殊なケースであったと論じ、法律の起草についてこのように述べている。
一方、法的文書には平易化の傾向があり、実際、1999年消費者契約における不公正条項規制の条項は、「平易かつ明瞭」な言語であるべきと規定している。
2005年に起きたロンドン同時爆破事件の調査は、救急隊はつねに「プレイン・イングリッシュ」を使用すべきだと勧告している。このことは、ことばの冗長化が、幾多の生命を犠牲にしかねない誤解を導きうると示している。

## アメリカ合衆国
米国では、政府通達における平易な言語のムーヴメントが1970年代に始まっている。文書業務削減法が1976年に施行され、1978年（昭和53年）には、ジミー・カーター大統領が大統領令を発令し、政府規制を「規制を遵守することを要請された者によって費用対効果（cost-effective）とわかりやすさ（easy-to-understand）のあるもの」とすべく目論んだ。
現在では、多くの機関が平易な言語を義務化する長期的な政策をとっており、2010年（平成22年）には、平易記載法によって、連邦の必須事項となった。2011年（平成23年）には、平易記載法の公式ガイドラインである「Federal Plain Language Guidelines」が示された。
法的記述については、のちにカリフォルニア大学ロサンゼルス校法科大学院教授となったデイヴィッド・メリンコフ教授も、1963年（昭和38年）出版の The Language of the Law で、米国法におけるプレインイングリッシュ・ムーヴメントに独自に着手したと広く知られている。1979年には、リチャード・ワイディックが #Plain English for Lawyers を上梓している。
プレインイングリッシュの記述法は、1933年証券法に基づいて登記した証券会社にとって、いまや法的義務であり、証券取引委員会（SEC）は、1998年にその規則に採用した。

## 日本
英文情報を作成し発信する人に対し、プレインイングリッシュの知識とスキルの向上のための諸施策（知識編纂、研修、検定など）を提供し、普及の中核的機能を担う目的で、2019年4月にJapan Plain English & Language Consortium（JPELC）が発足。

## 関連資料
- Cutts, Martin (1996). The Plain English Guide. Oxford University Press, ISBN 0198600496
- Rook, Fern (1992). Slaying the English Jargon. Society for Technical Communication, ISBN 0914548719
- Williams, Joseph M. (1995). Style, Toward Clarity and Grace. University Of Chicago Press, ISBN 0226899152
- Wydick, Richard C. (1979). Template:Visual anchor. Carolina Academic Press, ISBN 1594601518 (ペーパーバック版第5版、2005)